# Luirojärvi
Luirojärvi – niewielkie jezioro w Laponii w Finlandii. Znajduje się w północnej części gminy Sodankylä w środkowej części masywu Saariselkä u stóp góry Sokosti (718 m n.p.m.) i należy do Parku Narodowego Urho Kekkonena. Luirojärvi ma około dwóch kilometrów długości i 1,2 km szerokości. Z jeziora wypływa rzeka Luiro.